# کشیدن و رها کردن

یک مثال برای کشیدن و رها کردن

در علوم رایانه، کشیدن و رها کردن (به انگلیسی: drag-and-drop) عملی است که طی آن، یک شیء مجازی در محیط رایانه با استفاده از نشانگر موشی (به انگلیسی: mouse) گرفته و جا به جا می‌شود. نتیجه این کار می‌تواند از جابه‌جا شدن یک پرونده در حافظه رایانه تا برقراری نوعی ارتباط منطقی بین دو شیء مجازی باشد. اگرچه یادگیری کشیدن و رها کردن بسیار آسان است، بسیاری از برنامه‌های رایانه از این قابلیت پشتیبانی نمی‌کنند.
عمل کشیدن و رها کردن از مراحل زیر تشکیل می‌شود:
- کلیک کردن روی شیء مورد نظر، و نگاه داشتن دکمه موشی
- جا به جا کردن نشانگر روی صفحه به طرف مقصد مورد نظر
- رها کردن دکمه موشی

قابلیت کشیدن و رها کردن اولین بار در سیستم‌عامل مکینتاش معرفی شد. اولین برنامه محیط ویندوز که این قابلیت را داشت، برنامه‌ای به نام Aporia بود که توسط جفری گرینبرگ (به انگلیسی: Jeffrey Greenberg) در سال ۱۹۸۸ تولید شد.